# Société navarre des professeurs de mathématiques
 (mars 2022).
La Société navarre des professeurs de mathématiques de Tornamira est la société qui représente les professeurs de mathématiques de la Communauté forale de Navarre.
Il porte le nom de l'astronome navarrais du XVIe siècle Francisco Vicente de Tornamira.

## Histoire
Tornamira a été fondée le 10 mai 1989, lors de la première assemblée générale de la Société des professeurs de mathématiques de Navarre. Dans ce document, les statuts de la société et l'intégration dans la Fédération espagnole des sociétés de professeurs de mathématiques ont été approuvés.

## Activités
Tornamira est responsable de l'organisation de l'Olympiade mathématique nationale de Navarre, à laquelle participent chaque année des étudiants des centres publics et concertés de Navarre. Il est organisé en collaboration avec la Fondation Caja Navarra chaque fois dans une autre école secondaire de Navarre.
En outre, Tornamira organise chaque année une conférence sur l'enseignement des mathématiques à l'Université publique de Navarre, à laquelle participe le Département de l'éducation du gouvernement de Navarre,,.
En 2021, elle a organisé un concours vidéo pour la Journée internationale des mathématiques.